# Friedhelm Wulff
Friedhelm Wulff (* 2. November 1942; † 15. April 2016) war ein deutscher Badmintonspieler. 

## Karriere
Friedhelm Wulff wurde 1964 mit dem VfL Bochum Deutscher Mannschaftsvizemeister. In den Einzeldisziplinen gewann er 1963, 1964, 1966 und 1967 Gold bei deutschen Meisterschaften. Im letztgenannten Jahr gewann er mit Wolfgang Bochow die German Open und wurde Dritter bei den All England.

## Sportliche Erfolge
| Saison    | Veranstaltung                     | Disziplin    | Platz | Name |
| --------- | --------------------------------- | ------------ | ----- | --- |
| 1960/1961 | Deutsche Einzelmeisterschaft U18  | Herrendoppel | 3     | Friedhelm Wulff / Grothmann (VfL Bochum)                                                                                  |
| 1962/1963 | Deutsche Einzelmeisterschaft      | Herreneinzel | 3     | Friedhelm Wulff (VfL Bochum)                                                                                              |
| 1962/1963 | Deutsche Einzelmeisterschaft      | Herrendoppel | 1     | Peter Birtel / Friedhelm Wulff (VfL Bochum)                                                                               |
| 1963/1964 | Westdeutsche Einzelmeisterschaft  | Herreneinzel | 1     | Friedhelm Wulff (VfL Bochum)                                                                                              |
| 1963/1964 | Deutsche Mannschaftsmeisterschaft | Mannschaft   | 2     | VfL Bochum (Friedhelm Wulff, Peter Birtel, Jürgen Mainzer, Rolf Czajka, Horst Schmidt, Karin Willkner, Margret Burkhardt) |
| 1963/1964 | Deutsche Einzelmeisterschaft      | Herreneinzel | 2     | Friedhelm Wulff (VfL Bochum)                                                                                              |
| 1963/1964 | Deutsche Einzelmeisterschaft      | Herrendoppel | 1     | Peter Birtel / Friedhelm Wulff (VfL Bochum)                                                                               |
| 1964/1965 | Westdeutsche Einzelmeisterschaft  | Herrendoppel | 1     | Peter Birtel / Friedhelm Wulff (VfL Bochum)                                                                               |
| 1965      | German Open                       | Herrendoppel | 2     | Peter Birtel / Friedhelm Wulff (VfL Bochum)                                                                               |
| 1965/1966 | Deutsche Einzelmeisterschaft      | Mixed        | 1     | Friedhelm Wulff / Margarete Burkhardt (VfL Bochum)                                                                        |
| 1965/1966 | Westdeutsche Einzelmeisterschaft  | Mixed        | 1     | Friedhelm Wulff / Margarete Burkhardt (VfL Bochum)                                                                        |
| 1965/1966 | Westdeutsche Einzelmeisterschaft  | Herrendoppel | 1     | Wolfgang Bochow / Friedhelm Wulff (1. DBC im SSF Bonn / VfL Bochum)                                                       |
| 1965/1966 | Deutsche Einzelmeisterschaft      | Herrendoppel | 1     | Wolfgang Bochow / Friedhelm Wulff (1. DBC Bonn / VfL Bochum)                                                              |
| 1966      | All England                       | Herrendoppel | 3     | Wolfgang Bochow / Friedhelm Wulff                                                                                         |
| 1966/1967 | Deutsche Einzelmeisterschaft      | Herrendoppel | 1     | Wolfgang Bochow / Friedhelm Wulff (1. DBC Bonn / VfL Bochum)                                                              |
| 1967      | German Open                       | Herrendoppel | 1     | Wolfgang Bochow / Friedhelm Wulff                                                                                         |
| 1967      | All England                       | Herrendoppel | 3     | Wolfgang Bochow / Friedhelm Wulff                                                                                         |
| 1967/1968 | Deutsche Einzelmeisterschaft      | Herrendoppel | 2     | Wolfgang Bochow / Friedhelm Wulff (1. DBC Bonn / VfL Bochum)                                                              |
| 1972/1973 | Deutsche Einzelmeisterschaft      | Herrendoppel | 2     | Horst Lösche / Friedhelm Wulff (1. BV Mülheim / VfL Bochum)                                                               |

## Referenzen
- Martin Knupp: Deutscher Badminton Almanach, Eigenverlag/Deutscher Badminton-Verband (2003), 230 Seiten
- http://www.blv-nrw.de/club_dmf/cdmpor_wulff.htm

| Personendaten    | Personendaten              |
| ---------------- | -------------------------- |
| NAME             | Wulff, Friedhelm           |
| KURZBESCHREIBUNG | deutscher Badmintonspieler |
| GEBURTSDATUM     | 2. November 1942           |
| STERBEDATUM      | 15. April 2016             |